# Chaumard (accastillage)
Pour les articles homonymes, voir Chaumard.
Un chaumard est une pièce d'accastillage de bateau. Sa fonction est de guider une amarre à son entrée  sur le bateau. La pièce peut être en bois, en métal, munie ou non de rouleaux simples ou multiples, ouverte ou fermée. C'est aussi un orifice fermé dans le pavois (partie de la coque au-dessus du pont).
Les rouleaux, lorsqu'ils existent, ont pour fonction d'éviter l'usure excessive de l'amarre.

## Galerie

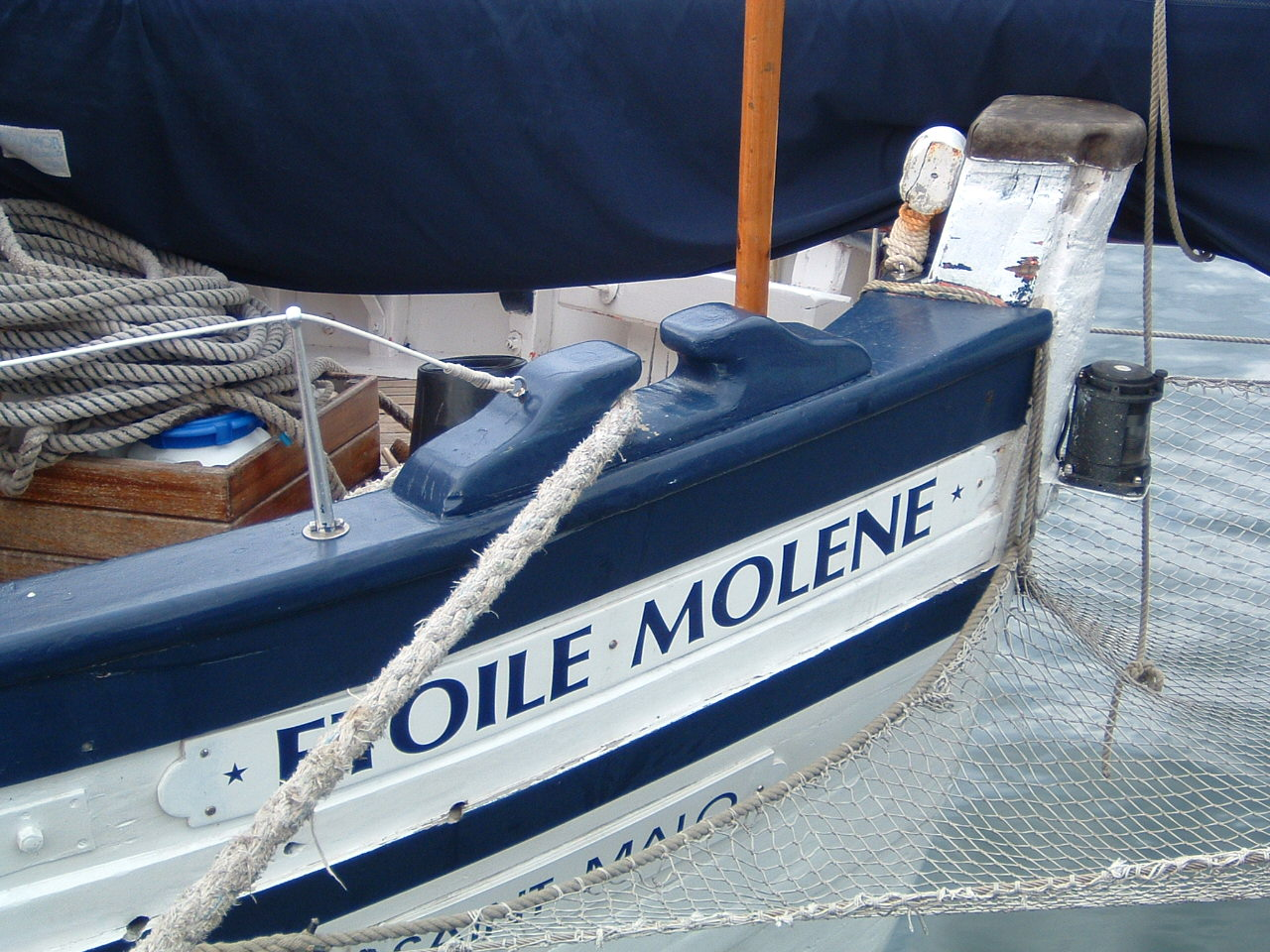
Chaumard de lisse en bois
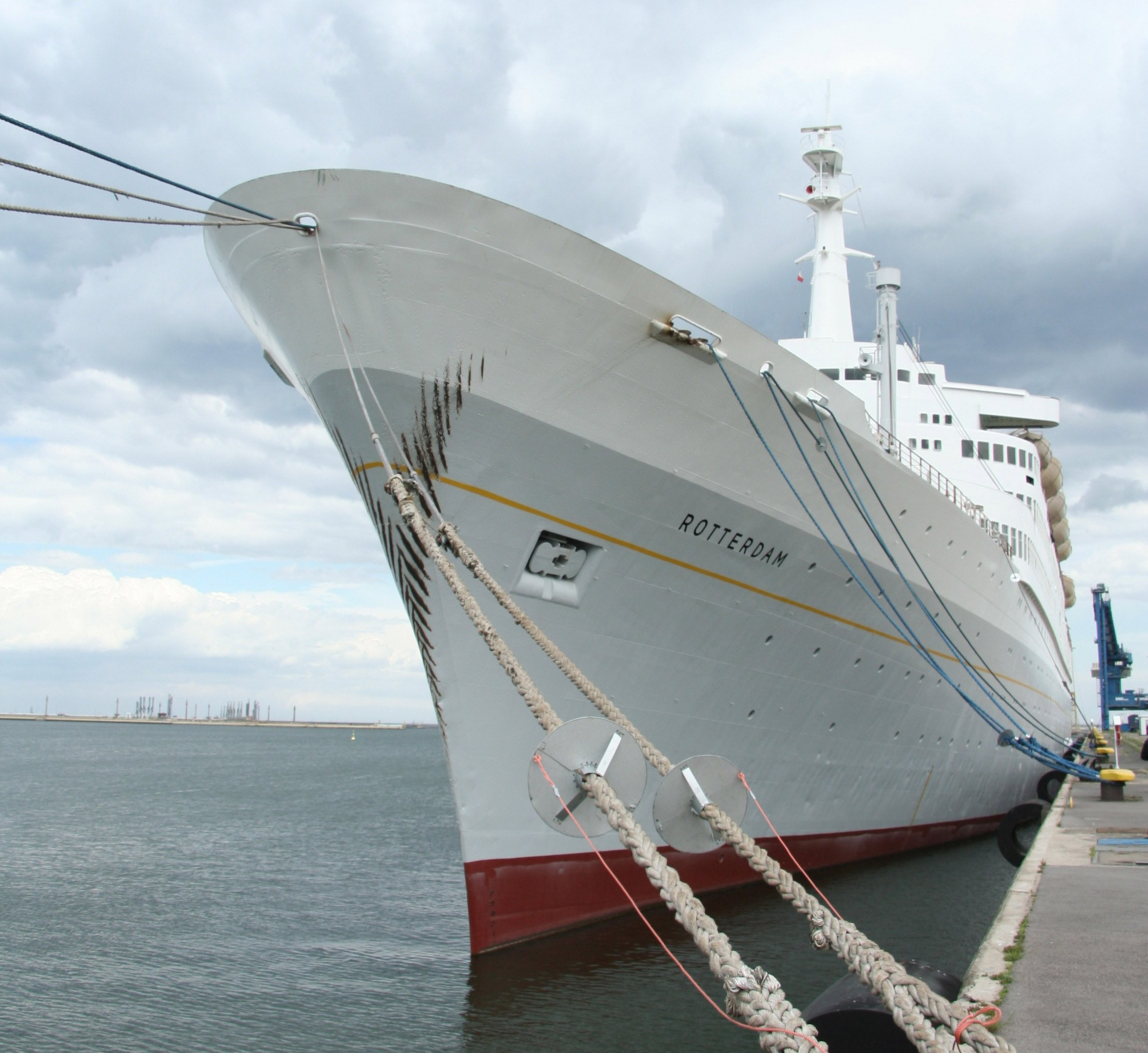
Chaumards d'étrave
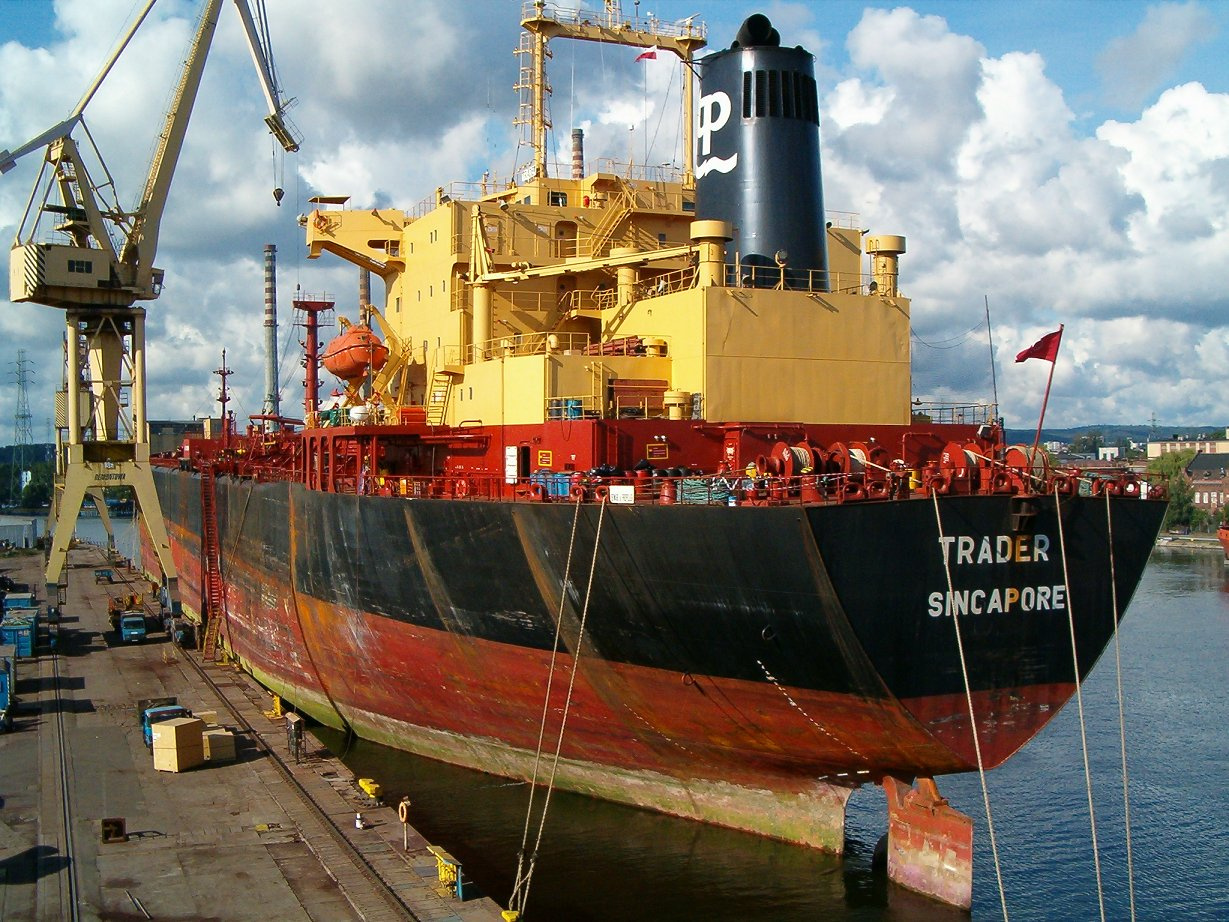
Chaumards de la plage arrière d'un pétrolier.
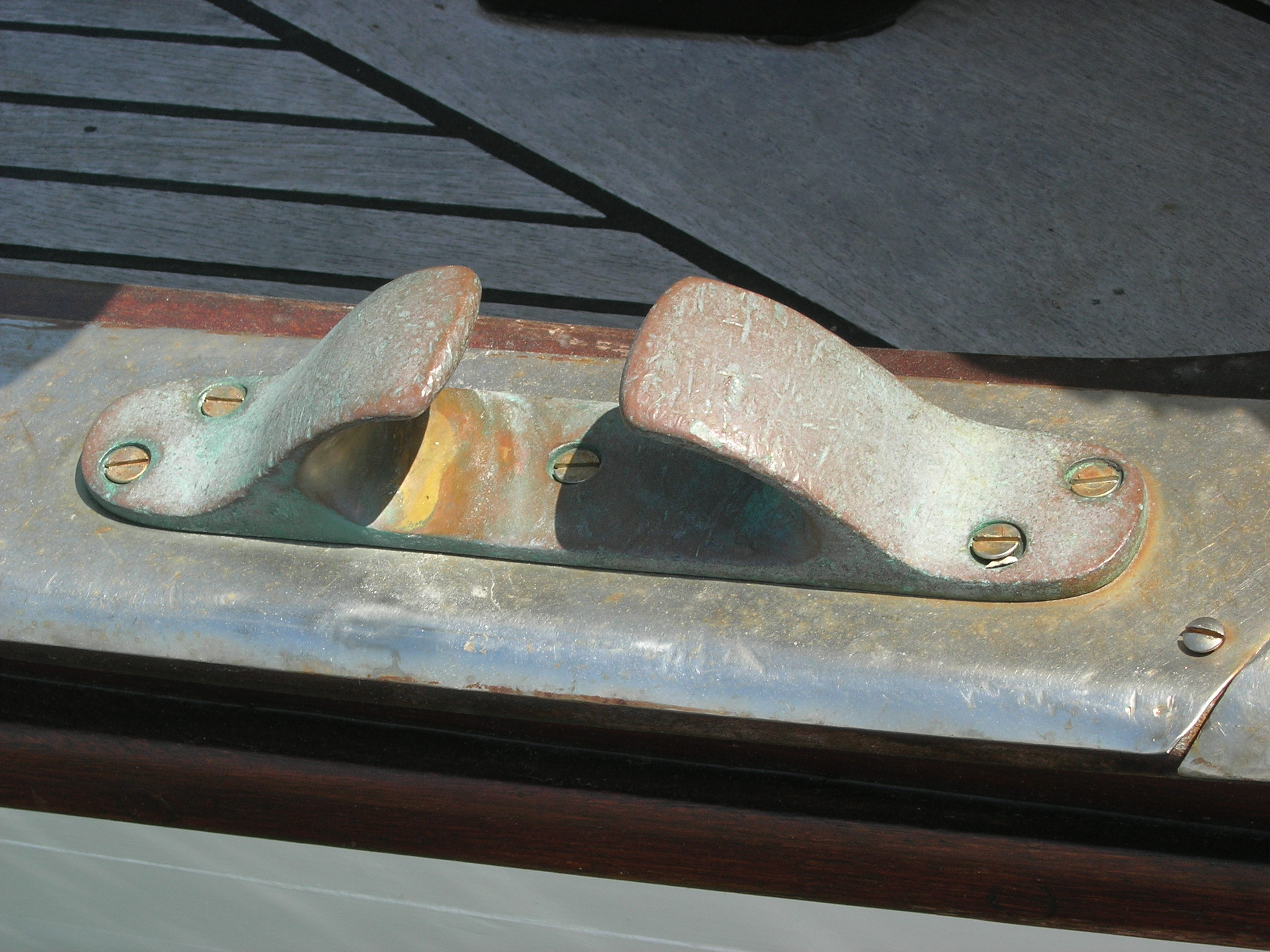
Chaumard sur la lisse d'un voilier de plaisance.